# Route nationale 27 (Estonie)
Pour les articles homonymes, voir Route nationale 27.
La route nationale 27 (Tugimaantee 27) est une route nationale estonienne reliant Rapla à Kergu. Elle mesure 40,8 km.

## Tracé
- Comté de Rapla
  - Rapla
  - Raikküla
  - Purku (en)
  - Järvakandi
- Comté de Pärnu
  - Kaisma (en)
  - Kergu